# Rosa Luxemburg – Stationen ihres Lebens
Rosa Luxemburg – Stationen ihres Lebens ist ein Dokumentarfilm des DEFA-Studios für Dokumentarfilme von Renate Drescher aus dem Jahr 1971. 

## Handlung
1871 wird Rosa Luxemburg in Zamość (Russisch-Polen) als fünftes Kind der Kaufmannsfamilie Eliasz Luxemburg geboren und wächst in Warschau auf. Bücher gehören in der Familie zum täglichen Leben. Rosa liebt Tiere und Pflanzen und möchte deshalb Botanik studieren. In einem geheimen polnischen Arbeiterzirkel trifft sie erstmals auf die erregenden Ideen von Karl Marx und Friedrich Engels. Bereits im Alter von 18 Jahren flieht sie das erste Mal vor politischer Verfolgung nach Zürich in der Schweiz. Hier studiert Rosa Luxemburg erfolgreich Staatswissenschaften und Nationalökonomie und gründet mit Leo Jogiches, den sie liebt und Julian Marchlewski sowie anderen Emigranten die Sozialdemokratische Partei Polens.
1898 kommt Dr. Rosa Luxemburg nach Berlin, weil hier der Sammelpunkt der internationalen Arbeiterbewegung ist und wird Mitglied der Sozialdemokratischen Partei Deutschlands (SPD). In ihrer Funktion als Parteiagitator fährt sie durch ganz Deutschland um aufzuklären und zu organisieren. Das Ziel ist der Sturz des Kapitalismus und der Aufbau einer neuen Gesellschaft mit revolutionären Mitteln. Viele Jahre lehrt sie an der Zentralen Parteischule der SPD und hat dort ein gutes Verhältnis zu ihren Schülern, von den viele später bedeutende Revolutionäre wurden. Sie ist auch eine gute Zeichnerin und Malerin und übersetzt Bücher. Ihre Wohnung in Berlin ist der Treffpunkt für Sozialisten aus allen europäischen Ländern.
Die Bolschewiki in Russland haben sich unter Lenins Führung haben sich von der opportunistischen Minderheit getrennt. Beim Tode August Bebels zeigt sich, wie stark die bürgerliche Ideologie in die deutsche Sozialdemokratie eingedrungen ist. Einige Genossen haben in kleinen Schritten, für die Masse der Mitglieder kaum merkbar, die Partei vom revolutionären Weg weggeführt. Das zeigt sich am deutlichsten, als im deutschen Reichstag die starke Fraktion der Sozialdemokratie für die Bewilligung der Kriegskredite stimmt. Rosa Luxemburg ist über den nun folgenden Krieg bestürzt und verzweifelt. Nach der Revolution in Russland 1917 ist sie, die zum wiederholten Mal im Gefängnis sitzt, davon überzeugt, dass jetzt eine neue Epoche beginnt. Im November 1918 erhebt sich die Revolution auch in Deutschland und Rosa Luxemburg wird im Alter von 47 Jahren, nach zweijähriger Haft, aus dem Gefängnis befreit. Die nun entstehenden Arbeiter- und Soldatenräte gewinnen aber keine entscheidende Macht, denn sie werden von innen zersetzt. Deshalb fordert Rosa Luxemburg in der Roten Fahne die Neugründung einer sozialistischen Partei, die der großen Stunde gewachsen ist. Deshalb gründen am 30. Dezember 1918 Abgeordnete vieler Städte in Berlin die Kommunistische Partei Deutschlands. Offen und unverhüllt hetzen jetzt die rechten Führer der Sozialdemokratie die Konterrevolution auf die Führer der neugegründeten Partei. 
Am 15. Januar 1919 wird Rosa Luxemburg von Angehörigen der Garde-Kavallerie-Schützen-Division erschossen, nachdem man ihr bereits zuvor den Schädel mit einem Gewehrkolben zertrümmert hat. Am selben Tag wird auch ihr Mitstreiter Karl Liebknecht von hinten erschossen.

## Produktion und Veröffentlichung
Dieser Schwarzweißfilm wurde im Auftrag des Ministeriums für Auswärtige Angelegenheiten der DDR gedreht. Die Premiere fand am 18. Februar 1971 statt. Der Deutsche Fernsehfunk zeigte den Film am 11. März 1971 in seinem 1. Programm.

## Auszeichnungen
- 1971: Staatliches Prädikat „Wertvoll“